# Raabe
Raabe ist ein deutscher Familienname.

## Namensträger
- Abraham Gottlieb Raabe (1764–1845), deutscher Klassischer Philologe
- Andreas Raabe (* 1963), deutscher Neurochirurg
- August Raabe (1759/1760–1841), deutscher Postbeamter und Publizist
- Carl August Raabe (1804–1878), Theologe und Prediger
- Christiane Raabe (* 1962), deutsche Bibliothekarin
- Cuno Raabe (1888–1971), deutscher Politiker
- Detlef Raabe (* 1971), deutscher Jurist
- Dierk Raabe (* 1965), deutscher Ingenieur und Werkstoffwissenschaftler
- Eistein Raabe (1908–??), norwegischer Skispringer
- Elisabeth Raabe (* 1939), deutsche Verlegerin
- Erna Raabe von Holzhausen (1882–1938), deutsche Malerin und Grafikerin
- Fabian Raabe (* 1989), deutscher Schauspieler
- Felix Raabe (1900–1996), deutscher Musiker
- Friedel Raabe (1896–1968), Politiker und Senator
- Gerhard Raabe (* 1950), deutscher Chemiker und Hochschullehrer
- Gustav Ludwig Ferdinand Raabe (1774–1837), deutscher General
- Hans-Jürgen Raabe (* 1952), deutscher Fotograf, Journalist, Publizist und Verleger
- Hedwig Raabe (1844–1905), deutsche Schauspielerin
- Heinrich Raabe (1799–1865), deutscher Landwirt und Mitglied der kurhessischen Ständeversammlung
- Hellmuth Raabe (1892–1978), deutscher Zeitungsverleger und Journalist
- Helmut Raabe, Pseudonym von Jimmy Berg (1909–1988), österreichisch-US-amerikanischer Komponist, Autor und Kritiker
- Henry Raabe (* 1983), costa-ricanischer Radrennfahrer
- Herbert P. Raabe (1909–2004), deutscher Fernmeldetechniker
- Hermann Raabe (1873–nach 1945), deutscher Politiker
- Jan Raabe (* 1965), deutscher Sozialpädagoge und Autor
- Joachim Raabe (* 1974), deutscher Kirchenmusiker
- Johann Conrad Raabe (1828–1905), deutscher Bürgermeister und Mitglied des Provinziallandtages der Provinz Hessen-Nassau
- Joseph Ludwig Raabe (1801–1859), Schweizer Mathematiker
- Jürgen Raabe (* 1957), deutscher Sportschütze
- Karl Raabe (1879–1953), deutscher Industriemanager
- Karl Josef Raabe (1780–1849), deutscher Maler
- Katharina Raabe (* 1957), deutsche Übersetzerin und Verlagslektorin
- Kristin Raabe (* 1970), deutsche Wissenschaftsjournalistin
- Ludwig Raabe (1862–1931), deutscher Architekt
- Marc Raabe (* 1968), deutscher Filmproduzent und Schriftsteller
- Margarethe Raabe (1863–1947), deutsche Malerin
- Marlene Raabe-Steinherr (* 1985), deutsche Regattaseglerin
- Max Raabe (Manager) (1883–1967), deutscher Industriemanager
- Max Raabe (eigentlich Matthias Otto; * 1962), deutscher Sänger
- Meinhardt Raabe (1915–2010), US-amerikanischer Schauspieler
- Melanie Raabe (* 1981), deutsche Schriftstellerin
- Paul Raabe (1927–2013), deutscher Literaturwissenschaftler und Bibliothekar
- Paul Raabe (Manager) (1883–1967), deutscher Industriemanager
- Peter Raabe (1872–1945), deutscher Musiker
- Sascha Raabe (* 1968), deutscher Politiker (SPD), ehemaliger MdB
- Sylvia Gerlich-Raabe (* 1953), deutsche Schauspielerin und Theaterregisseurin
- Volkmar Raabe (* 1955), deutscher Fußballspieler
- Wayan Raabe (* 1979), deutscher Musikproduzent, siehe Arne Schaffhausen & Wayan Raabe
- Wilhelm Raabe (Schriftsteller, 1808) (Heinrich Friedrich Wilhelm Raabe; 1808–1858), deutscher Jurist, Schriftsteller und Herausgeber
- Wilhelm Raabe (1831–1910), deutscher Schriftsteller
- Wilhelm Raabe, eigentlicher Name von Tiger Willi (1947–2018), deutscher Dichter, Musiker und Maler
- York-Fabian Raabe (* 1979), deutscher Filmemacher